# جون كيبون
جون كيبون (بالإنجليزية: John Kibowen) مواليد 21 أبريل 1969، هو عداء كيني. شارك في دورة الألعاب الأولمبية. فاز بالذهبية في بطولة العالم للعدو الريفي 1998 وبطولة العالم للعدو الريفي 2000.

## الميداليات
| الميدالية | المسابقة                       |
| --------- | ------------------------------ |
| برونزية   | بطولة العالم لألعاب القوى 2001 |

## روابط خارجية
- جون كيبون على موقع الاتحاد الدولي لألعاب القوى (الإنجليزية)
- جون كيبون على موقع اللجنة الأولمبية الدولية (الإنجليزية)
- جون كيبون على موقع أوليمبيديا (الإنجليزية)
- جون كيبون على موقع اتحاد ألعاب الكومنولث (مؤرشف) (الإنجليزية)